# Лецитин
Лецитин је органска материја биљног и животињског порекла и спада у липиде. Састоји се од хидрофилних фосфатида и липофилних масних киселина. Савршен је емулгатор који омогућава спајање иначе неспојивих једињења (нпр. вода и масти) у релативно стабилне емулзије. Највише га има у соји, жуманцету и телу човека.
Због својих особености, лецитин има широку примену у прехрамбеној индустрији, фармакологији и дијететици. За те потребе се издваја из зрневља соје која садржи око 1% лецитина.
На готово свакој налепници неког прехрамбеног производа, лека или дијететског производа у попису састојака налази се и лецитин. Неизбежан је састојак свих намирница које се растварају у води или некој другој течности. Као лек, лецитин утиче на смањење холестерола у крви, делује против гојазности и исушивања коже. Користи се чак и у текстилној индустрији где се додаје влакнима како би тканина била што пријатнија за ношење.